# لويس دبليو.
لويس دبليو. (بالإنجليزية: Lois W.)‏ هي ناشِطة أمريكية، ولدت في 4 مارس 1891 في بروكلين في الولايات المتحدة، وتوفيت في 5 أكتوبر 1988 في ماونت كيسكو في الولايات المتحدة.